# 斐济议会

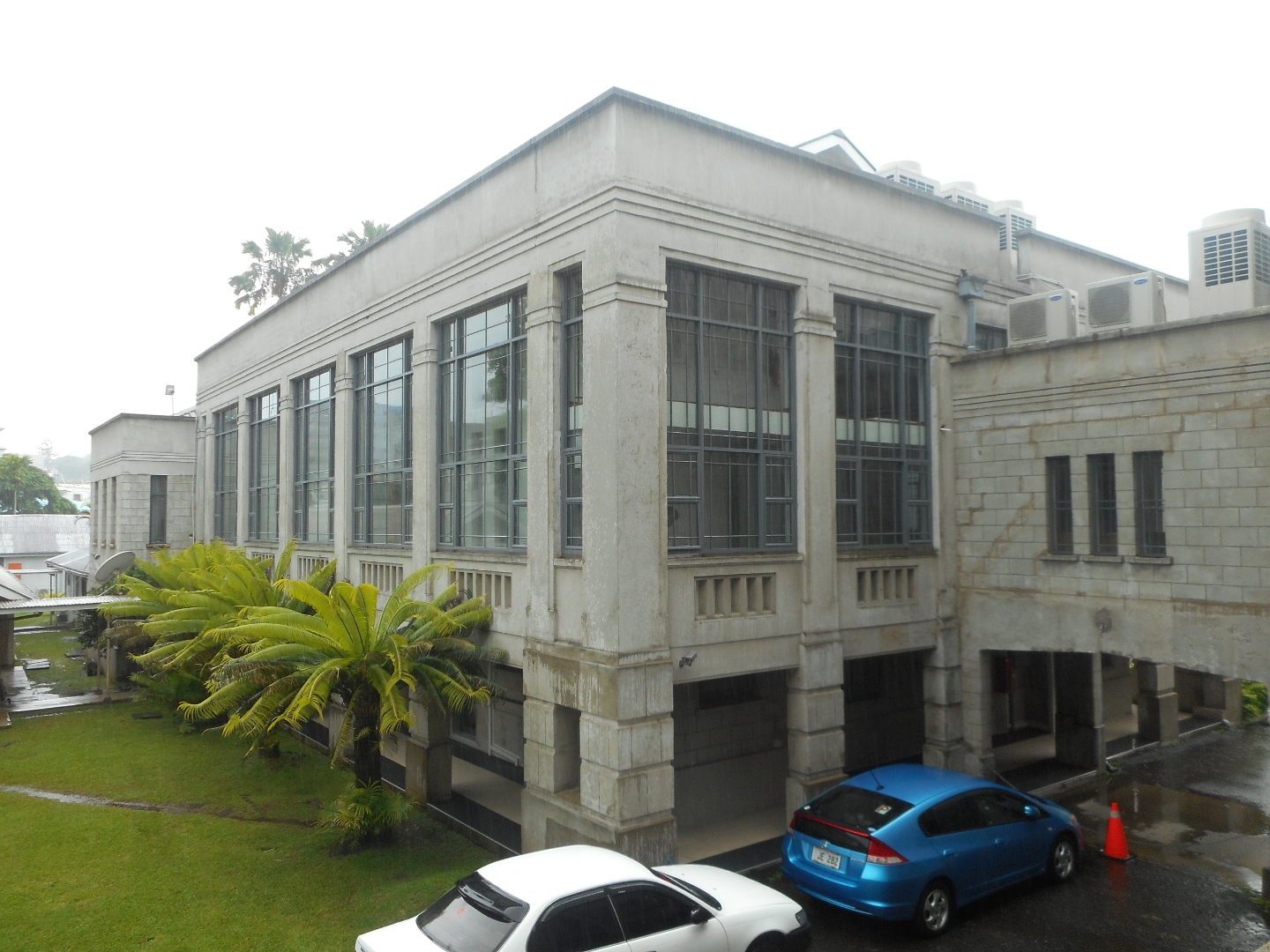
斐济議會大樓

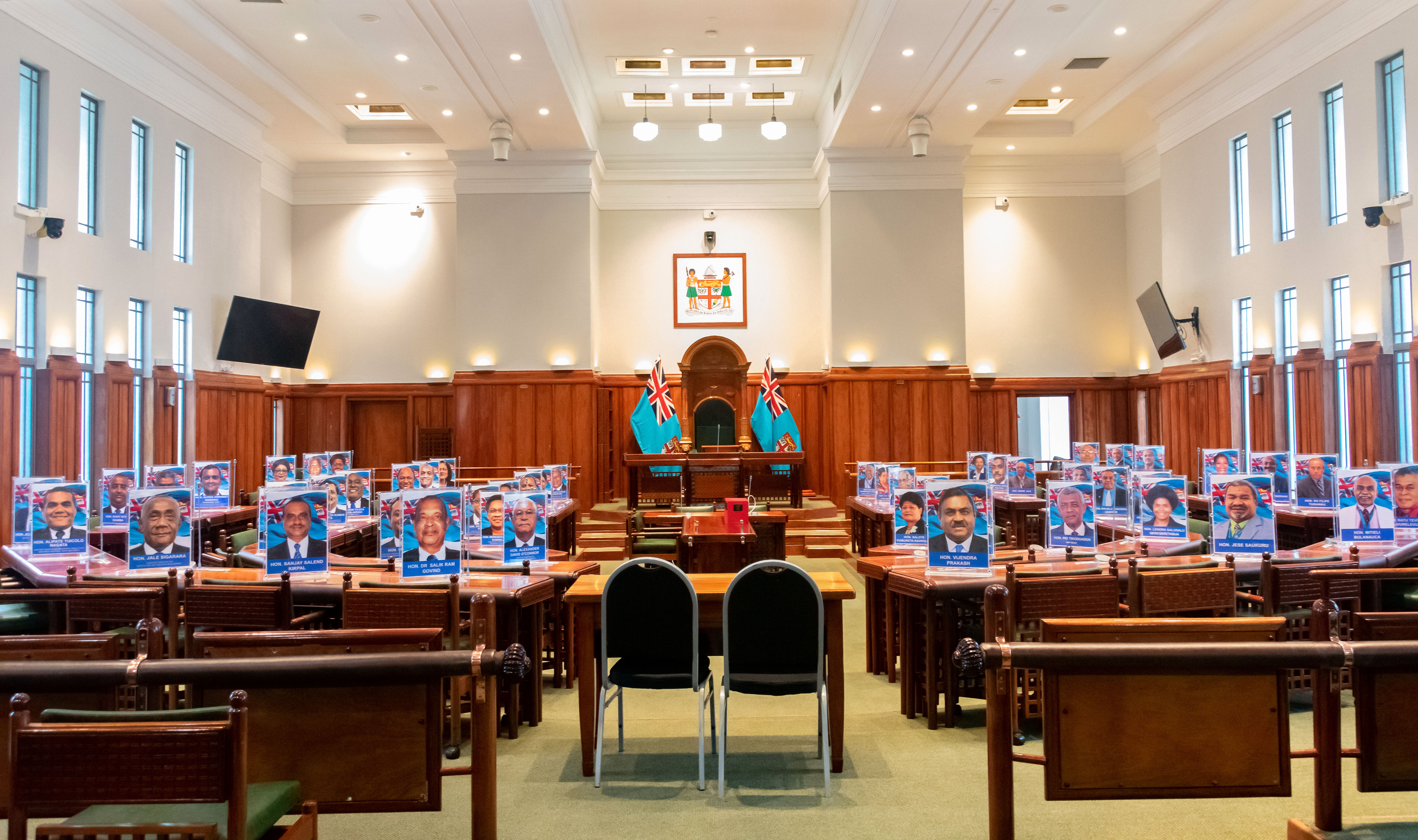
開會場地

斐济议会（英語：Parliament of Fiji）是斐济的国家立法机关。斐济议会过去实行由參眾兩院組成的两院制，现已於2013年改为一院制，由50名议员组成。现任议会议长
是Naiqama Lalabalavu，2022年12月24日任职至今。

## 参見
- 蘇瓦政府大樓